# Eerste divisie 1974/75 (nacompetitie)/Wedstrijden
Het Nederlandse Eerste divisie voetbal uit het seizoen 1974/75 kende aan het einde van de reguliere competitie een nacompetitie. De vier periodekampioenen streden om promotie naar de Eredivisie.
Winnaar van deze derde editie werd Eindhoven.

## Speelronde 1
|                   |                    |       |         |                                                                                |
| 15 mei 1975 18:30 | PEC Zwolle         | 1 – 0 | Vitesse | Stadion: Oosterenk, Zwolle Toeschouwers: 10.500 Scheidsrechter: Charles Corver |
| 15 mei 1975 18:30 | Herman Heskamp 87' |       |         | Stadion: Oosterenk, Zwolle Toeschouwers: 10.500 Scheidsrechter: Charles Corver |
| 15 mei 1975 18:30 |                    |       |         | Stadion: Oosterenk, Zwolle Toeschouwers: 10.500 Scheidsrechter: Charles Corver |
| 15 mei 1975 18:30 |                    |       |         | Stadion: Oosterenk, Zwolle Toeschouwers: 10.500 Scheidsrechter: Charles Corver |
|                   |                    |       |         |                                                                                |

|                   |                |       |           |                                                                             |
| 15 mei 1975 20:00 | FC Groningen   | 1 – 0 | Eindhoven | Stadion: Oosterpark, Groningen Toeschouwers: 8.000 Scheidsrechter: Jan Beck |
| 15 mei 1975 20:00 | Ab Gritter 36' |       |           | Stadion: Oosterpark, Groningen Toeschouwers: 8.000 Scheidsrechter: Jan Beck |
| 15 mei 1975 20:00 |                |       |           | Stadion: Oosterpark, Groningen Toeschouwers: 8.000 Scheidsrechter: Jan Beck |
| 15 mei 1975 20:00 |                |       |           | Stadion: Oosterpark, Groningen Toeschouwers: 8.000 Scheidsrechter: Jan Beck |
|                   |                |       |           |                                                                             |

## Speelronde 2
|                   |                             |       |            |                                                                                      |
| 19 mei 1975 18:30 | Eindhoven                   | 1 – 0 | PEC Zwolle | Stadion: Aalsterweg, Eindhoven Toeschouwers: 9.000 Scheidsrechter: Ben Hoppenbrouwer |
| 19 mei 1975 18:30 | Lambert Kreekels 75' (pen.) |       |            | Stadion: Aalsterweg, Eindhoven Toeschouwers: 9.000 Scheidsrechter: Ben Hoppenbrouwer |
| 19 mei 1975 18:30 |                             |       |            | Stadion: Aalsterweg, Eindhoven Toeschouwers: 9.000 Scheidsrechter: Ben Hoppenbrouwer |
| 19 mei 1975 18:30 |                             |       |            | Stadion: Aalsterweg, Eindhoven Toeschouwers: 9.000 Scheidsrechter: Ben Hoppenbrouwer |
|                   |                             |       |            |                                                                                      |

|                   |                         |       |              |                                                                                             |
| 19 mei 1975 18:30 | Vitesse                 | 1 – 0 | FC Groningen | Stadion: Nieuw-Monnikenhuize, Arnhem Toeschouwers: 10.000 Scheidsrechter: Gerrit Berrevoets |
| 19 mei 1975 18:30 | Henk Bosveld 34' (pen.) |       |              | Stadion: Nieuw-Monnikenhuize, Arnhem Toeschouwers: 10.000 Scheidsrechter: Gerrit Berrevoets |
| 19 mei 1975 18:30 |                         |       |              | Stadion: Nieuw-Monnikenhuize, Arnhem Toeschouwers: 10.000 Scheidsrechter: Gerrit Berrevoets |
| 19 mei 1975 18:30 |                         |       |              | Stadion: Nieuw-Monnikenhuize, Arnhem Toeschouwers: 10.000 Scheidsrechter: Gerrit Berrevoets |
|                   |                         |       |              |                                                                                             |

## Speelronde 3
|                   |                        |       |                  |                                                                                      |
| 22 mei 1975 18:30 | Eindhoven              | 2 – 1 | Vitesse          | Stadion: Aalsterweg, Eindhoven Toeschouwers: 9.000 Scheidsrechter: Gerrit Berrevoets |
| 22 mei 1975 18:30 | Willy Senders 44', 60' |       | 13' Henk Bosveld | Stadion: Aalsterweg, Eindhoven Toeschouwers: 9.000 Scheidsrechter: Gerrit Berrevoets |
| 22 mei 1975 18:30 |                        |       |                  | Stadion: Aalsterweg, Eindhoven Toeschouwers: 9.000 Scheidsrechter: Gerrit Berrevoets |
| 22 mei 1975 18:30 |                        |       |                  | Stadion: Aalsterweg, Eindhoven Toeschouwers: 9.000 Scheidsrechter: Gerrit Berrevoets |
|                   |                        |       |                  |                                                                                      |

|                   |              |                    |            |                                                                                |
| 22 mei 1975 20:00 | FC Groningen | 0 – 1              | PEC Zwolle | Stadion: Oosterpark, Groningen Toeschouwers: 9.000 Scheidsrechter: Henk Pijper |
| 22 mei 1975 20:00 |              | 44' Herman Heskamp |            | Stadion: Oosterpark, Groningen Toeschouwers: 9.000 Scheidsrechter: Henk Pijper |
| 22 mei 1975 20:00 |              |                    |            | Stadion: Oosterpark, Groningen Toeschouwers: 9.000 Scheidsrechter: Henk Pijper |
| 22 mei 1975 20:00 |              |                    |            | Stadion: Oosterpark, Groningen Toeschouwers: 9.000 Scheidsrechter: Henk Pijper |
|                   |              |                    |            |                                                                                |

## Speelronde 4
|                   |                   |       |                                     |                                                                               |
| 25 mei 1975 18:30 | PEC Zwolle        | 1 – 3 | FC Groningen                        | Stadion: Oosterenk, Zwolle Toeschouwers: 11.000 Scheidsrechter: Joop Vervoort |
| 25 mei 1975 18:30 | Jan Hendriksen 6' |       | 4', 84' Peter Eimers 88' Ab Gritter | Stadion: Oosterenk, Zwolle Toeschouwers: 11.000 Scheidsrechter: Joop Vervoort |
| 25 mei 1975 18:30 |                   |       |                                     | Stadion: Oosterenk, Zwolle Toeschouwers: 11.000 Scheidsrechter: Joop Vervoort |
| 25 mei 1975 18:30 |                   |       |                                     | Stadion: Oosterenk, Zwolle Toeschouwers: 11.000 Scheidsrechter: Joop Vervoort |
|                   |                   |       |                                     |                                                                               |

|                   |                                      |       |                                                                                          |                                                                                            |
| 25 mei 1975 18:30 | Vitesse                              | 2 – 5 | Eindhoven                                                                                | Stadion: Nieuw-Monnikenhuize, Arnhem Toeschouwers: 9.000 Scheidsrechter: Leo van der Kroft |
| 25 mei 1975 18:30 | Piet van Kerkhof 2' Boško Bursać 54' |       | 25' Hans Bleijenberg 40', 44' Willy Senders 49' (pen.) Lambert Kreekels 70' Anton Jacobs | Stadion: Nieuw-Monnikenhuize, Arnhem Toeschouwers: 9.000 Scheidsrechter: Leo van der Kroft |
| 25 mei 1975 18:30 |                                      |       |                                                                                          | Stadion: Nieuw-Monnikenhuize, Arnhem Toeschouwers: 9.000 Scheidsrechter: Leo van der Kroft |
| 25 mei 1975 18:30 |                                      |       |                                                                                          | Stadion: Nieuw-Monnikenhuize, Arnhem Toeschouwers: 9.000 Scheidsrechter: Leo van der Kroft |
|                   |                                      |       |                                                                                          |                                                                                            |

## Speelronde 5
|                   |                                                             |       |                                   |                                                                                |
| 29 mei 1975 18:30 | FC Groningen                                                | 5 – 2 | Vitesse                           | Stadion: Oosterpark, Groningen Toeschouwers: 8.000 Scheidsrechter: Henk Pijper |
| 29 mei 1975 18:30 | Ab Gritter 30', 61', 66' Bjarne Jensen 38' Peter Eimers 67' |       | 40' Ben Hulshoff 43' Boško Bursać | Stadion: Oosterpark, Groningen Toeschouwers: 8.000 Scheidsrechter: Henk Pijper |
| 29 mei 1975 18:30 |                                                             |       |                                   | Stadion: Oosterpark, Groningen Toeschouwers: 8.000 Scheidsrechter: Henk Pijper |
| 29 mei 1975 18:30 |                                                             |       |                                   | Stadion: Oosterpark, Groningen Toeschouwers: 8.000 Scheidsrechter: Henk Pijper |
|                   |                                                             |       |                                   |                                                                                |

|                   |            |                                                                        |           |                                                                          |
| 29 mei 1975 18:30 | PEC Zwolle | 0 – 4                                                                  | Eindhoven | Stadion: Oosterenk, Zwolle Toeschouwers: 10.000 Scheidsrechter: Jan Beck |
| 29 mei 1975 18:30 |            | 33' Jan Brans 68' Willy Senders 755' Anton Jacobs 89' Lambert Kreekels |           | Stadion: Oosterenk, Zwolle Toeschouwers: 10.000 Scheidsrechter: Jan Beck |
| 29 mei 1975 18:30 |            |                                                                        |           | Stadion: Oosterenk, Zwolle Toeschouwers: 10.000 Scheidsrechter: Jan Beck |
| 29 mei 1975 18:30 |            |                                                                        |           | Stadion: Oosterenk, Zwolle Toeschouwers: 10.000 Scheidsrechter: Jan Beck |
|                   |            |                                                                        |           |                                                                          |

## Speelronde 6
|                   |                                                                          |       |                  |                                                                                       |
| 1 juni 1975 18:30 | Eindhoven                                                                | 4 – 1 | FC Groningen     | Stadion: Aalsterweg, Eindhoven Toeschouwers: 18.000 Scheidsrechter: Leo van der Kroft |
| 1 juni 1975 18:30 | Hans Bleijenberg 35' Miel Pijs 44' Anton Jacobs 64' Lambert Kreekels 89' |       | 55' Peter Eimers | Stadion: Aalsterweg, Eindhoven Toeschouwers: 18.000 Scheidsrechter: Leo van der Kroft |
| 1 juni 1975 18:30 |                                                                          |       |                  | Stadion: Aalsterweg, Eindhoven Toeschouwers: 18.000 Scheidsrechter: Leo van der Kroft |
| 1 juni 1975 18:30 |                                                                          |       |                  | Stadion: Aalsterweg, Eindhoven Toeschouwers: 18.000 Scheidsrechter: Leo van der Kroft |
|                   |                                                                          |       |                  |                                                                                       |

|                   |                                                                       |       |            |                                                                                          |
| 1 juni 1975 18:30 | Vitesse                                                               | 6 – 0 | PEC Zwolle | Stadion: Nieuw-Monnikenhuize, Arnhem Toeschouwers: 1.200 Scheidsrechter: Arie van Gemert |
| 1 juni 1975 18:30 | Ben Hulshoff 2', 80' Boško Bursać 4', 8', 37' Jan Veenstra (e.d.) 73' |       |            | Stadion: Nieuw-Monnikenhuize, Arnhem Toeschouwers: 1.200 Scheidsrechter: Arie van Gemert |
| 1 juni 1975 18:30 |                                                                       |       |            | Stadion: Nieuw-Monnikenhuize, Arnhem Toeschouwers: 1.200 Scheidsrechter: Arie van Gemert |
| 1 juni 1975 18:30 |                                                                       |       |            | Stadion: Nieuw-Monnikenhuize, Arnhem Toeschouwers: 1.200 Scheidsrechter: Arie van Gemert |
|                   |                                                                       |       |            |                                                                                          |

## Voetnoten
SC Amersfoort ·
FC Den Bosch '67 ·
SC Cambuur ·
FC Dordrecht ·
Eindhoven ·
Fortuna SC ·
FC Groningen ·
Heerenveen ·
Helmond Sport ·
Heracles ·
N.E.C. ·
PEC Zwolle ·
SVV ·
SC Veendam ·
Vitesse ·
FC Vlaardingen '74 ·
Volendam ·
FC VVV ·
Willem II
Eredivisie

1960 · 1975 · 1987 · 1988
Eerste divisie

1973 · 1974 · 1975 · 1976 · 1977 · 1978 · 1979 · 1980 · 1981 · 1982 · 1983 · 1984 · 1985 · 1986 · 1987 · 1988 · 1989 · 1990 · 1991 · 1992 · 1993 · 1994 · 1995 · 1996 · 1997 · 1998 · 1999 · 2000 · 2001 · 2002 · 2003 · 2004 · 2005

Vanaf 2006 staan alle competities op 1 pagina.

2006 · 2007 · 2008 · 2009 · 2010 · 2011 · 2012 · 2013 · 2014 · 2015 · 2016 · 2017 · 2018 · 2019 · 2020 · 2021 · 2022 · 2023 · 2024